# الوار

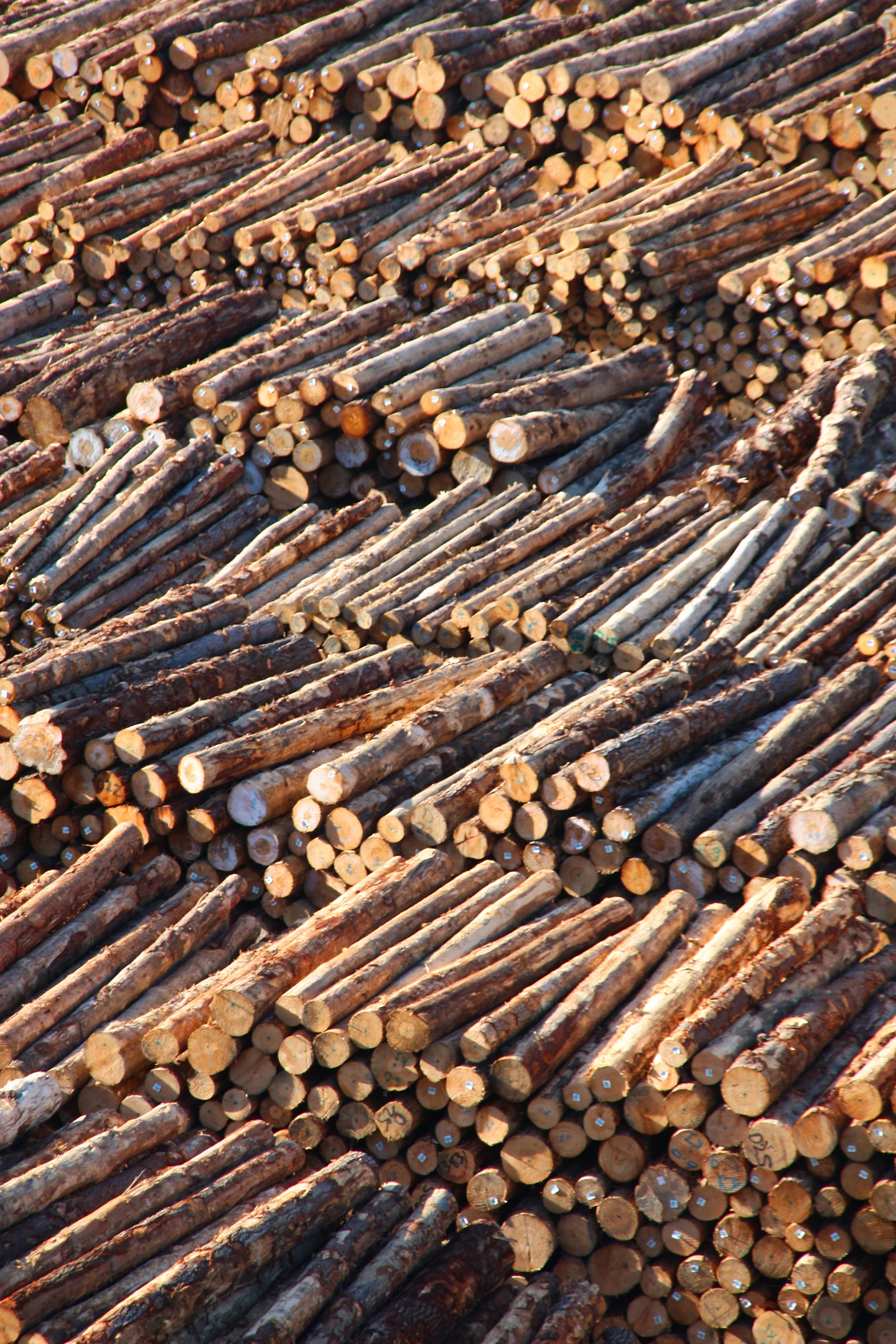
انبوهی از الوار در نیوزیلند

الوار قطعات بریده شده چوب است که به عنوان ماده اولیه در کارهای گوناگون نجاری و ساختمان‌سازی و غیره به کار می‌رود. معمولاً کنده‌های درختان پس از بریده شدن و حمل به کارخانجات چوب‌بری، در قطعات مستطیل شکلی با طول و عرض و قطر مشخص بریده و خشکانده می‌شوند و پس از آن به بازار مصرف فرستاده می‌شوند.
۸۰ درصد از الوار تولید شده در جهان از درختان نرم‌چوب و مابقی از درختان سخت‌چوب به دست می‌آید. امروزه در جهان سالانه بیش از سه میلیارد متر مکعب چوب تولید و مصرف می‌شود.

## الوار تبری
الوار تبری بیشتر از چوب‌هایی است که دارای ترک عمیقی باشد که به اصطلاح تبرداران لاپ یا لاش گفته می‌شود و به وسیله تبرزنی و اهرم کردن در ترک گرد بینه اصطلاحاً لاپه می‌شود و با تبر تیز تسطیح شده و جهت کارهای متفرقه خصوصاً تراورس استفاده می‌شود. تراورس ریل‌های راه‌آهن در طول‌های مختلف کوچک، بزرگ و متوسط تهیه می‌شود.